# Kilmuir Easter Parish Church

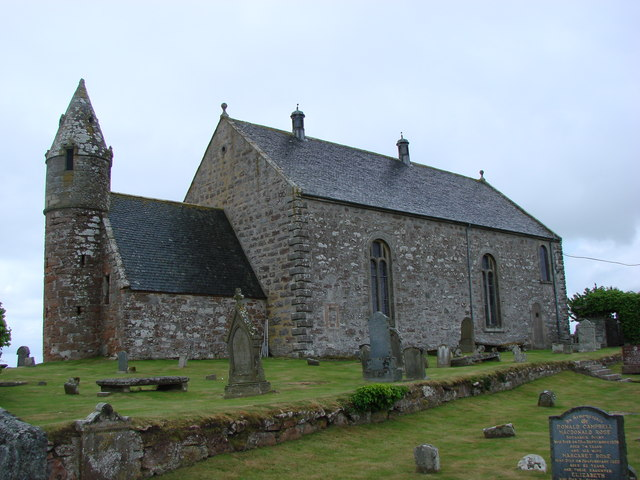
Kilmuir Easter Parish Church

Die Kilmuir Easter Parish Church ist eine Pfarrkirche der presbyterianischen Church of Scotland in dem schottischen Weiler Kilmuir in der Council Area Highland. 1971 wurde das Bauwerk in die schottischen Denkmallisten in der höchsten Denkmalkategorie A aufgenommen.

## Geschichte
Am Standort befand sich zuvor eine der Maria geweihte Kirche, über die in der Literatur keine näheren Angaben verzeichnet sind. Der Glockenturm ist vermutlich noch ein Fragment dieses Vorgängerbauwerks. Er zeigt die Jahresangabe 1611 und ist mit dem Adler als Wappenvogel der Munros ornamentiert. Es wird jedoch vermutet, dass die Turmbasis deutlich älteren Datums ist. Die Kilmuir Easter Parish Church wurde 1798 errichtet. 1882 überarbeiteten A. Maitland & Sons das Bauwerk. 1903 wurde John Robertson mit Renovierungsmaßnahmen betraut. Der Innenraum wurde 1906 modernisiert.

## Beschreibung
Die Kilmuir Easter Parish Church steht inmitten des umgebenden Friedhofs am Ostrand des Weilers Kilmuir nahe dem Nordufer des Cromarty Firth. Ihr Mauerwerk besteht aus ungleichmäßig behauenen Steinquadern, die zu einem Schichtenmauerwerk verlegt wurden. Abgesetzt sind die Natursteineinfassungen der Gebäudeöffnungen sowie die Ecksteine. Im Rahmen der Überarbeitung im Jahre 1882 wurden die hohen Rundbogenfenster entlang der Seitenfassaden mit schlichten Maßwerken ornamentiert. Eine ehemalige Türe an der Südfassade wurde zwischenzeitlich mit Mauerwerk verschlossen. Links des Eingangsportal ist ein Zwilling kleiner Rundbogenfenster eingelassen; darüber zwei größer dimensionierte Rundbogenfenster zur Beleuchtung der Galerie. An der östlichen Giebelseite setzt sich ein kurzer, flacher Bauteil fort, der vermutlich älteren Datums ist. An diesen schließt sich ein Rundturm an, der mit einem steinernen Kegeldach mit verdachten Lukarnen schließt. Die Satteldächer der Hauptkörpers sind mit Schiefer eingedeckt.